# Wurth Honda BQR
Wurth Honda BQR es un equipo privado español de motociclismo con sede en Cataluña, España.
Sus pilotos en la categoría 250cc para la temporada 2006 del Campeonato Mundial de Motociclismo de Velocidad o MotoGP son el colombiano Martín Cárdenas y el español Arturo Tizón. Con la retirada del argentino Sebastián Porto en el equipo Repsol Honda de 250cc, el colombiano Martín Cárdenas pasó a ocupar ese lugar y la plaza vacante en el Wurth Honda BQR la ocupó el español Aleix Espargaró.